# 李良棟 (萬曆進士)
李良棟（1578年—？），字啓隆，號台垣，浙江湖州府長興縣人，明朝政治人物。

## 生平
少孤，随母钱氏育外家，贫不能举火，拮据教之成立。万历二十八年（1600年）庚子科浙江乡试舉人，三十二年（1604年）甲辰科進士，次年授泉州府推官，摄郡事，识拔多英俊。三十五年考察降职。三十七年补任湖广按察司经历，三十八年升鄱阳县知县，四十一年考察去职。归乡后力田课子，身后遗书万卷而已。墓在卞山天井岭东。